# Lebanon (New York)
Lebanon è un comune (town) degli Stati Uniti d'America nella contea di Madison nello Stato di New York. La popolazione era di 1,332 persone al censimento del 2010. Il comune prende il nome dall'omonima città di Lebanon nel Connecticut.
Il comune di Lebanon si trova al confine sud della contea.

## Storia
I primi insediamenti risalgono al 1791. La città venne creata nel 1807 per distacco dal comune di Hamilton. Molti dei primi abitanti provenivano dal Connecticut.

## Geografia fisica
Secondo lo United States Census Bureau, ha un'area totale di 43,7 miglia quadrate (113 km²).

## Società

### Evoluzione demografica
Secondo il censimento del 2000, c'erano 1,329 persone.

### Etnie e minoranze straniere
Secondo il censimento del 2000, la composizione etnica della città era formata dal 98,65% di bianchi, lo 0,08% di afroamericani, lo 0,45% di nativi americani, lo 0,30% di asiatici, e lo 0,53% di due o più etnie. Ispanici o latinos di qualunque razza erano l'1,66% della popolazione.